# Въртопо
Парк „Въртопо“ е строящ се парк в София, България, по границата на районите „Студентски“ и „Младост“, на 6,8 километра югоизточно от центъра на града.
Територията, предвидена за парк „Въртопо“, е разположена северно от Околовръстния път по течението на Дървенишка река и нейния приток Рекмарица. Планира се той да има две обособени зони - облагородената „Въртопо-север“ и запазваща в по-голяма степен естествената среда „Въртопо-юг“ - разделени от булевард Андрей Ляпчев. Северната зона е частично облагородена, но повечето терени на парка не са изкупени от Столична община.
„Въртопо-север“ е част от територията на кварталите „Младост 1“ и „Дървеница“, докато „Въртопо-юг“ не е включен в определени квартали, а граничи с кварталите „Младост 1“ на север, „Младост 2“ и „Американски колеж“ на изток, вилна зона „Малинова долина“ на юг и квартал „Малинова долина“ и „Дървеница“ на запад.